# See Emily Play
See Emily Play – utwór brytyjskiej grupy Pink Floyd z 1967, napisany przez pierwszego frontmana formacji, Syda Barretta. Jest to drugi singiel w dyskografii zespołu, po „Arnold Layne”. Po raz pierwszy pojawił się na amerykańskiej wersji The Piper at the Gates of Dawn, w wersji brytyjskiej na albumie składankowym Relics. Na brytyjskiej liście UK Singles Chart zadebiutował 22 czerwca 1967 roku, będąc na niej 12 tygodni, najwyżej plasując się na miejscu 6. Następnym utworem na Top 20 był dopiero dwanaście lat później „Another Brick in the Wall”. Utwór „See Emily Play” uważany jest za wybitny w dziedzinie rocka psychodelicznego.
Początkowo utwór ten nosił tytuł „Games for May”.

## Odbiór utworu
Serwis internetowy Ultimate Classic Rock umieścił piosenkę na 3. miejscu najlepszych utworów autorstwa Syda Barretta, które wydane zostały pod szyldem Pink Floyd lub Barretta. Brytyjski tygodnik New Musical Express uznał kompozycję za jedną ze 100. najlepszych dzieł lat 60., lokując ją na pozycji 40.

## Inne wersje
W lipcu 1973 r. brytyjski muzyk David Bowie nagrał cover „See Emily Play”, który umieszczono na jego albumie Pin Ups, zawierającym aranżacje piosenek nagranych wcześniej przez różnych wykonawców.